# Fosa de las Aleutianas

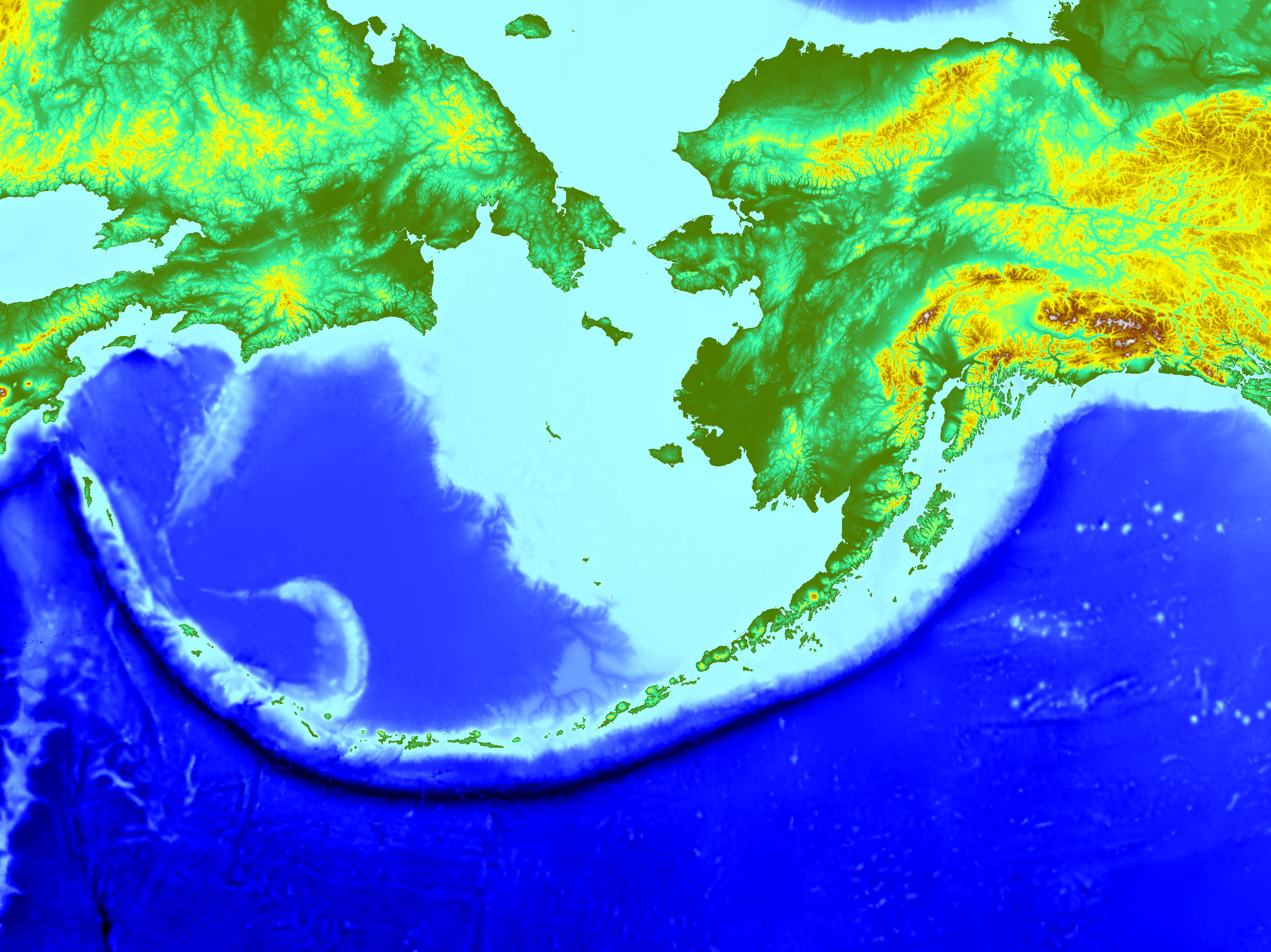
La fosa de las Aleutianas

La fosa de las Aleutianas, cuyo nombre está asociado a las islas Aleutianas, es una fosa oceánica y zona de subducción que discurre de este a oeste por la costa sur de Alaska y las aguas adyacentes del noreste de Siberia, frente a la costa de la península de Kamchatka. En su parte este está clasificada como "fosa marginal", formando un arco insular. La fosa se extiende 3400 kilómetros desde una unión triple con la fosa de Ulakhan, en el oeste, en el final septentrional de la fosa de las Kuriles, hasta su unión con el final septentrional del sistema de la fosa de la reina Charlotte, en el este. La fosa de las Aleutianas forma parte de la frontera entre dos placas tectónicas: la placa Pacífica se desliza bajo la placa Norteamericana en un ángulo aproximado de 45 grados. En su zona más profunda alcanza unos 7679 metros bajo el nivel del mar. 